# 佐藤幸次郎 (照明技師)
佐藤 幸次郎（さとう こうじろう、1924年 - ）は日本映画の照明技師。東京都出身。

## 代表作

### テレビ
- 快獣ブースカ

### 映画
- 1964年 - モスラ対ゴジラ
- 1964年 - 花のお江戸の無責任
- 1967年 - クレージーの怪盗ジバコ
- 1968年 - 日本一の裏切り男
- 1969年 - ニュージーランドの若大将
- 1969年 - 喜劇 新宿広場
- 1970年 - 野獣都市
- 1970年 - 悪魔が呼んでいる
- 1970年 - 幽霊屋敷の恐怖 血を吸う人形
- 1970年 - 学園祭の夜 甘い経験
- 1971年 - 二人だけの朝
- 1971年 - 呪いの館 血を吸う眼
- 1971年 - 激動の昭和史 沖縄決戦
- 1972年 - 地球攻撃命令 ゴジラ対ガイガン
- 1972年 - にっぽん三銃士 おさらば東京の巻
- 1973年 - にっぽん三銃士 博多帯しめ一本どっこの巻
- 1973年 - 放課後
- 1973年 - 狼の紋章
- 1973年 - 日本沈没
- 1974年 - 神田川
- 1974年 - 、青葉繁れる
- 1975年 - 青春の門
- 1975年 - 阿寒に果つ
- 1975年 - 青い山脈
- 1976年 - 激走!若大将
- 1977年 - 青春の門 自立篇
- 1977年 - 悪魔の手毬唄
- 1977年 - 獄門島
- 1978年 - 女王蜂
- 1978年 - 火の鳥
- 1979年 - 病院坂の首縊りの家
- 1979年 - 英霊たちの応援歌
- 1979年 - 関白宣言
- 1981年 - 幸福
- 1982年 - 飛鳥へ、そしてまだ見ぬ子へ
- 1983年 - 細雪